# Monte Graciosa
Pour les articles homonymes, voir Monte et Graciosa.
Le monte Graciosa est le troisième sommet de l'île de Santiago (Cap-Vert). D'origine volcanique, il est situé dans le nord-ouest de l'île, dans la municipalité de Tarrafal, et culmine à 645 m d'altitude. Cette région très excentrée, éloignée de Praia et de son aéroport international, est aujourd'hui un peu désenclavée grâce à une route qui relie Tarrafal à la capitale, via Assomada, et lui permet de s'ouvrir davantage à un tourisme balnéaire et de randonnée pédestre, centrée sur le monte Graciosa.

## Géographie

### Topographie
Le monte Graciosa est moins imposant que les deux autres massifs de l'île, la Serra Malagueta (1 064 m), et, plus au sud, le Pico da Antónia (1 394 m). Il constitue cependant un repère bien connu des navigateurs et sa silhouette caractéristique est visible dans toute la municipalité (concelho) de Tarrafal. Le monte Graciosa domine en particulier la plage de sable blanc qui fait la notoriété de Tarrafal, et met son port à l'abri du vent.

### Géologie
Principalement constitué de roches phonolitiques, il se dresse sur des tables basaltiques nommées « achadas », qui descendent vers l'océan. La base de la montagne présente une roche andésitique avec de la néphéline, de texture fluide, formée par des microlithes feldspathiques (andésine et labradorite).

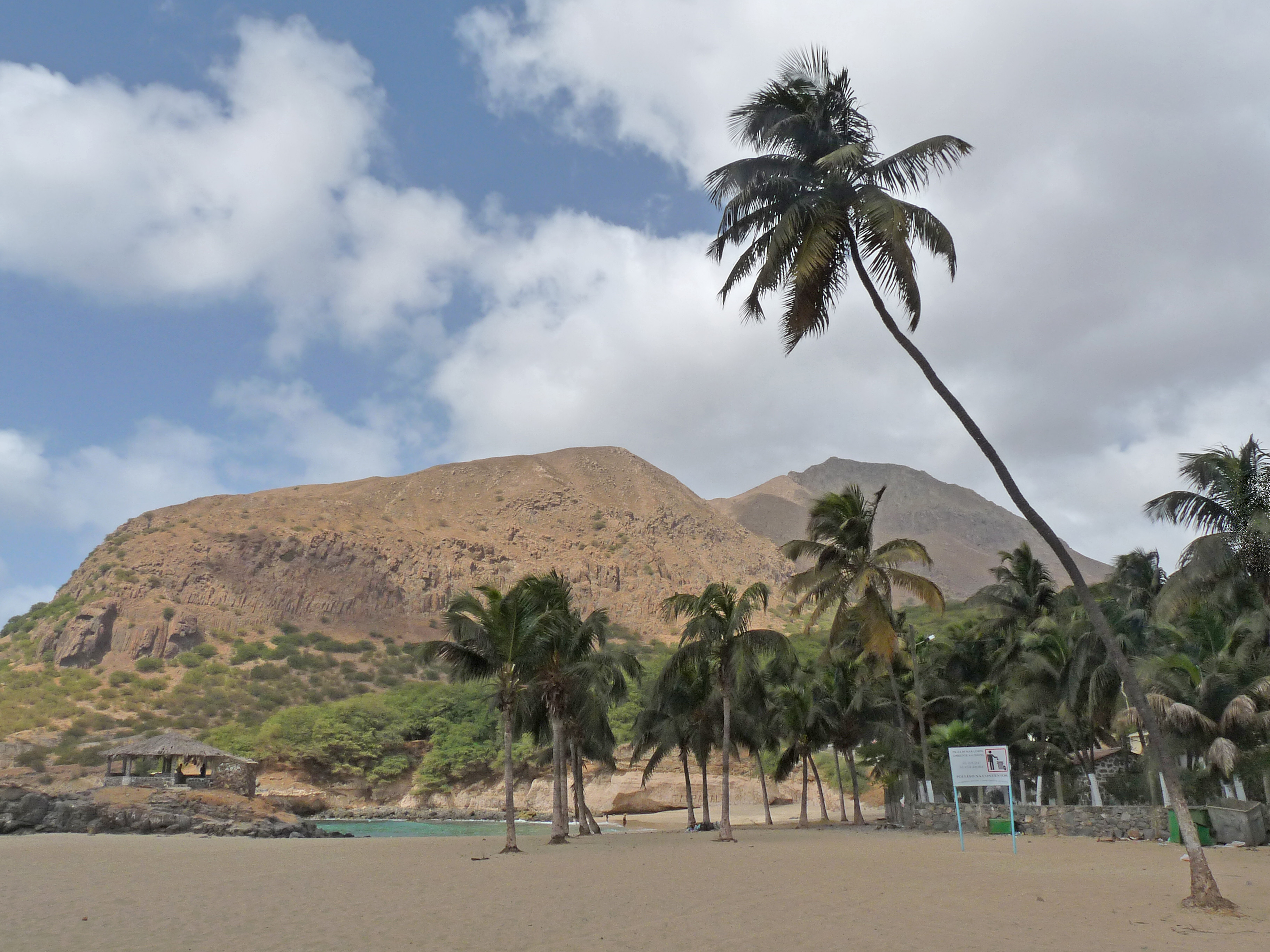
Orgues basaltiques (à gauche) et monte Graciosa depuis la plage de Tarrafal.
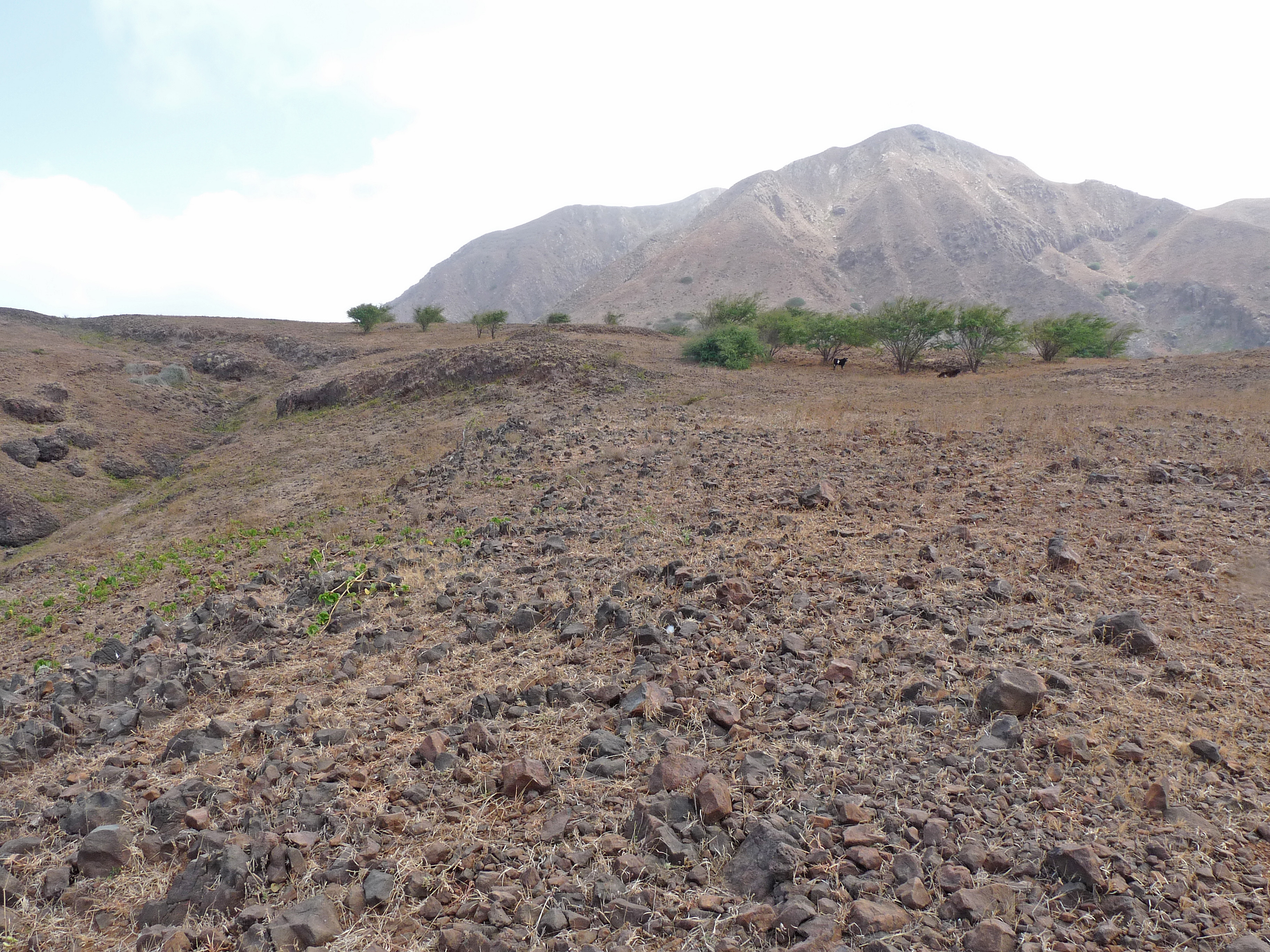
Achada en pente douce vers l'océan.

## Activités

### Protection environnementale

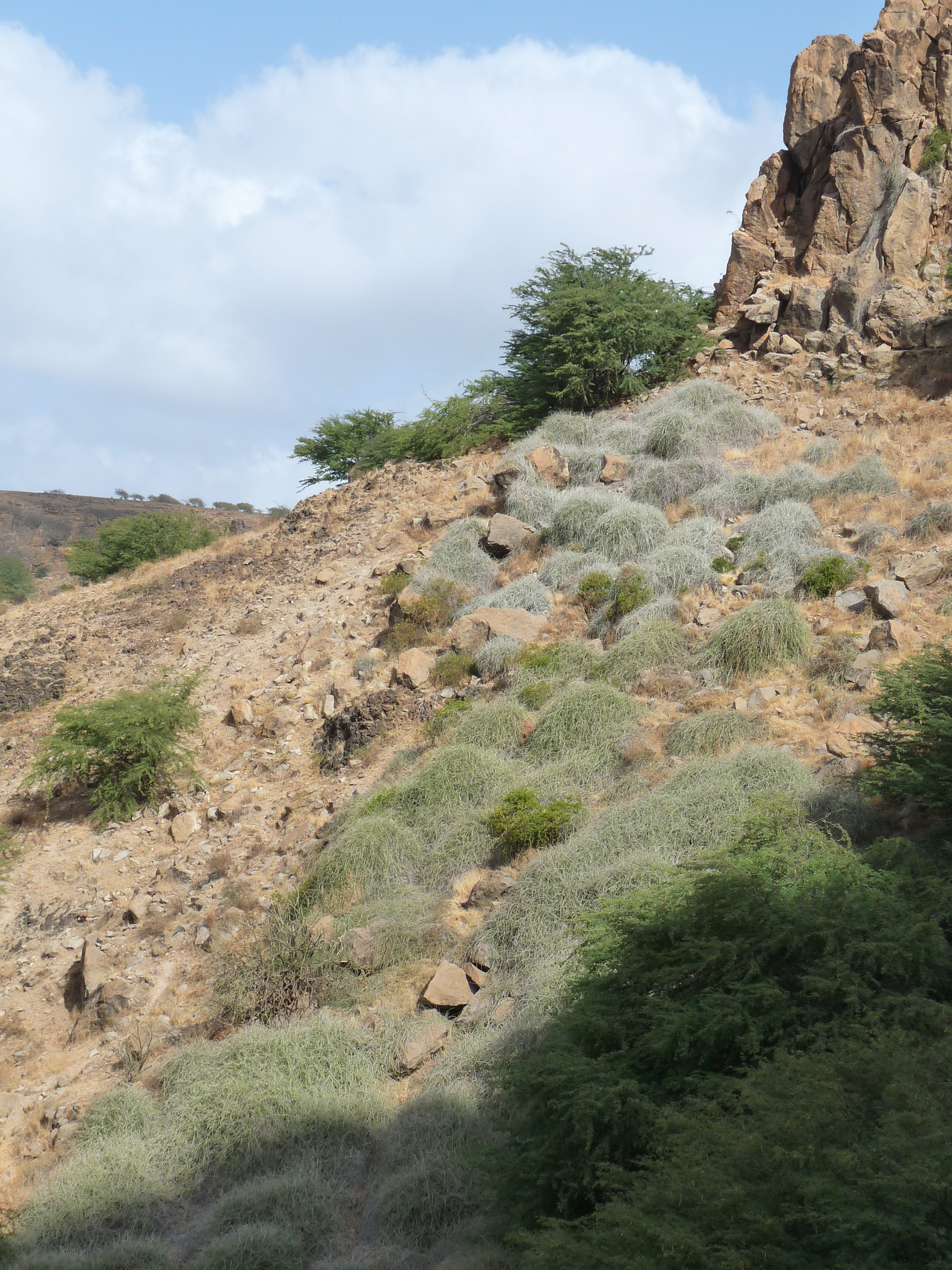
Sarcostemma daltonii, une plante endémique du Cap-Vert.

Le monte Graciosa a obtenu le statut d'aire protégée en 2003. Comme la Serra Malagueta et le Pico da Antónia, il est en effet particulièrement vulnérable aux espèces envahissantes qui mettent notamment en danger les plantes endémiques : le parc naturel abrite en effet 2,4 % des espèces endémiques du pays. Il s'agit notamment de Campylanthus glaber ssp. glaber (alecrim brabo), Euphorbia tuckeyana (tortolho), Kickxia webbiana (agrião de rocha), Kickxia dichondrifolia, Nauplius daltonii ssp. daltonii, Paronychia illecebroides (palha de formiga), Sarcostemma daltonii (gestiba) et Syderoxylon marginata (marmolano ou marmulano).
Parmi les plantes sans nom vernaculaire, on trouve également Jatropha curcas, la pourghère, connue de longue date, mais dont on envisage aujourd'hui l'utilisation pour la fabrication de biocarburants. Dans la zone aride, proche du littoral, en dessous de 200 m d'altitude, on rencontre Prosopis juliflora (également appelé « acacia américain »), une espèce très résistante et très répandue.

### Tourisme

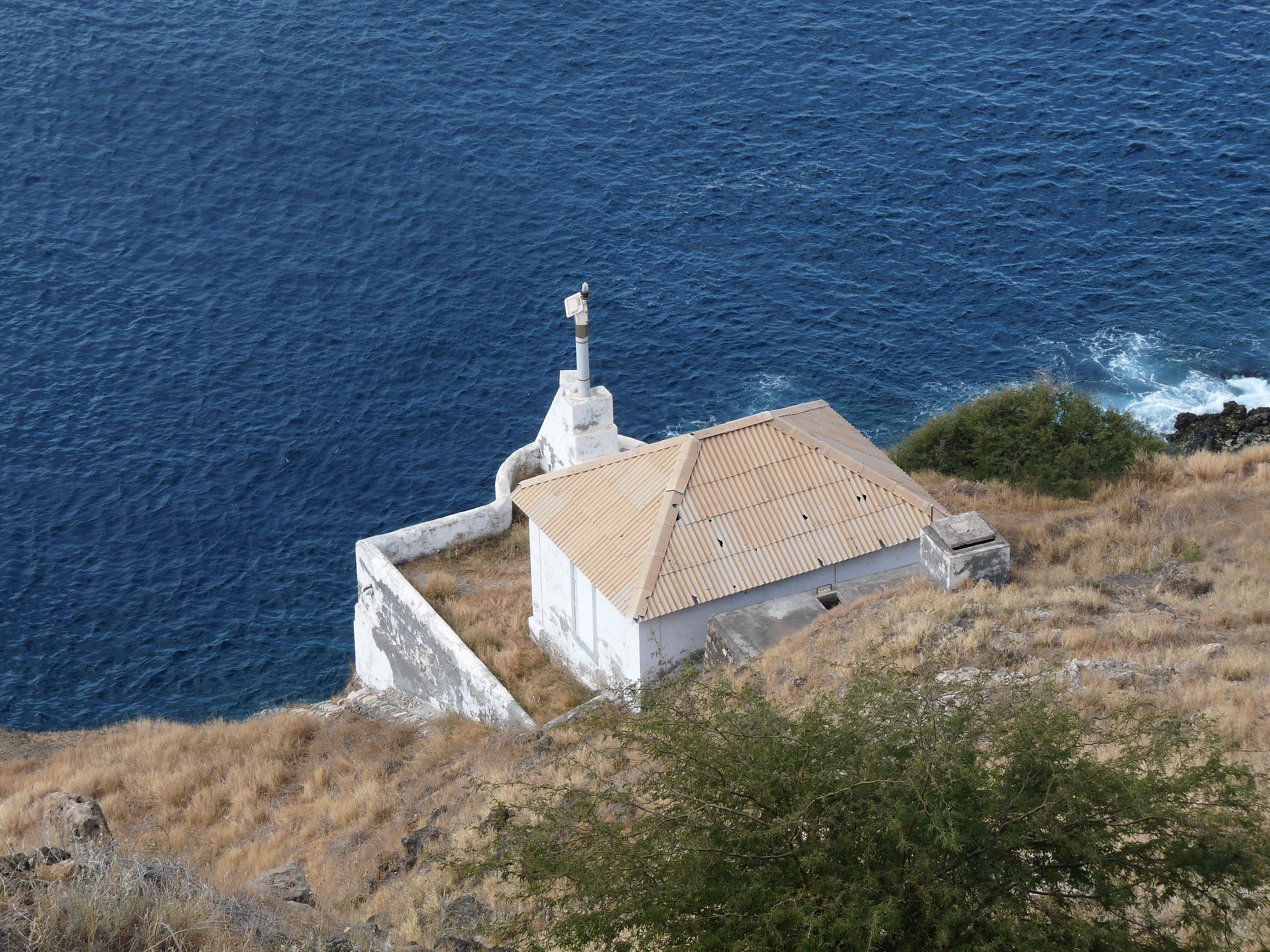
Le phare de Ponta Preta en contrebas.

La végétation et les attraits d'un paysage formé principalement de roches phonolithiques de couleur blanchâtre constituent des éléments naturels propices au tourisme qui joue un rôle moteur dans le développement économique et social de la municipalité.
Autrefois il fallait contourner les deux grands massifs montagneux du centre pour accéder à cette partie de l'île, mais en 1983 une route intérieure reliant Tarrafal à Praia via Assomada par la Serra Malagueta a été ouverte.
La randonnée pédestre s'associe souvent au tourisme balnéaire puisqu'un sentier côtier ou un parcours en boucle permettent à la fois de profiter des petites plages rocheuses, d'observer la flore, les orgues basaltiques, quelques autres curiosités géologiques, et de contourner le monte Graciosa. Deux petits phares constituent des destinations ou des étapes habituelles pour le promeneur. Au pied de la montagne se trouve celui de Ponta Preta, édifié sur la pointe éponyme. Aujourd'hui désaffecté, il est reproduit sur un timbre émis par le Cap-Vert en 2004. Le phare de Fazenda est situé un peu plus au nord et domine une grande plage du même nom.